# Colymboides
Colymboides — рід викопних гагароподібних птахів вимерлої родини Colymboididae. Існував з пізнього еоцену до раннього міоцену (37-20 млн років тому). Був поширений вздовж морського узбережжя нинішньої західної Євразії між Атлантичним океаном та колишнім Тургайським морем (яке знаходилося на території сучасних Казахстану та Південного Сибіру).

## Таксономія
Рід інколи розміщують у родині гагарових (Gaviidae) у підродині Colymboidinae. Проте Colymboides має примітивнішу будову та гірше пристосовані до пірнання, тому, його найчастіше відносять до монотипової родини Colymboididae.,